# Layla Al-Attar
Pour les articles homonymes, voir Attar.
Layla Al-Attar (en arabe : ليلى العطار ), née le 7 mai 1944 à Bagdad en Irak, morte le 27 juin 1993 à Bagdad, est une artiste peintre irakienne qui devient directrice du Musée national d'art irakien. 
À travers son art, Layla al-Attar exprime des idéaux féministes qui tentent de reconnaître le rôle des femmes dans toutes les sphères de la société.

## Biographie et carrière
Layla Al-Attar naît à Bagdad le 7 mai 1944. Elle est diplômée de l'Académie des Beaux-Arts de Bagdad en 1965, et figure parmi les premières femmes qui y sont diplômées pour ce type d'études. Elle devient la directrice du Center for National Art (ensuite appelé le Musée irakien d'art moderne). Elle occupe ce poste jusqu'à sa mort en 1993.
Layla Al-Attar organise cinq expositions individuelles en Irak, et participe à différentes expositions nationales et collectives organisées dans le pays et à l'étranger. Layla Al-Attar participe également à la Biennale du Koweït (1973), à la première Biennale arabe (à Bagdad en 1974), à la deuxième Biennale arabe (1976), à la Biennale du Koweït (1981), et elle remporte la Golden Sail Medal à la Biennale du Caire en 1984.
Le 27 juin 1993, Layla Al-Attar, son mari et leur femme de ménage sont tués par une attaque de missiles américains contre le bâtiment principal des renseignements irakiens juste derrière sa maison. Le bâtiment de renseignements visé a été touché par 24 roquettes ; deux autres roquettes ont raté leur cible et ont frappé leur maison accidentellement, selon le témoignage de son fils. L'attaque a également rendu sa fille aveugle. Layla Al-Attar aurait utilisé des morceaux de sa maison détruite lors des bombardements américains en 1991 pour créer une mosaïque peu flatteuse et controversée du président George H. W. Bush, disposée intentionnellement à l'entrée de l'hôtel Al-Rachid de Bagdad pour que les visiteurs étrangers la piétinent. La mosaïque est enlevée lorsque Bagdad est capturée le 9 avril 2003,. La destruction de cette mosaïque est accueillie avec colère à Bagdad.
Sa sœur, Suad al-Attar, est également une artiste qui vit et travaille désormais à Londres.

## Postérité
Le personnage Layal dans la pièce Nine Parts of Desire est basé sur la vie et la personnalité de Layla Al-Attar. 
L'auteur Heather Raffo a déclaré qu'elle avait vu un tableau de Layla Al-Attar dans une galerie d'art et qu'elle en était curieuse. Cela l'a inspirée à écrire la pièce. Alors que le personnage de Layla Al-Attar y est central, le personnage est écrit comme fictif et ne décrit aucun rapport spécifique avec la vraie Layla Al Attar.
L'auteur, compositeur et interprète américain Kris Kristofferson écrit une chanson sur Layla Al-Attar, appelée "The Circle", et la lui dédie. Cette chanson apparaît sur son album live Broken Freedom Song: Live from San Francisco. Dans l'introduction en direct de la chanson sur ce CD, Kris Kristofferson explique qu'elle couvre à la fois la mort de Layla Al-Attar et le problème de Los desaparecidos, les Argentins qui ont « disparu », en fait secrètement arrêtés et assassinés par le gouvernement dictatorial argentin. Il déclare avoir lié les deux comme exemples de gouvernements ne prenant aucune responsabilité pour la mort de non-combattants.
La chanteuse Marta Gomez reprend plus tard cette chanson sur un album hommage, The Pilgrim. Une célébration de Kris Kristofferson, ajoutant un vers en espagnol.

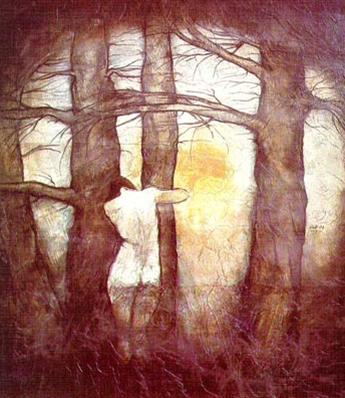
Peinture Sans titre par Layla al-Attar.